# Jan Saenredam
Jan Pieterszoon Saenredam (Zaandam, 1565 - Assendelft, 6 d'abril de 1607) fou un pintor, gravador i cartògraf neerlandès d'època manierista. Es va fer cèlebre per les seves imatges al·legòriques, mitològiques i bíbliques. No ha de confondre's amb el seu fill, també pintor, Pieter Jansz Saenredam.

## Biografia
Jan va quedar aviat orfe i es va criar amb el seu oncle, Pieter de Jongh, que exercia un càrrec municipal a Assendelft. Va començar l'aprenentatge de la cistelleria, però els seus mestres van quedar sorpresos de les complexes decoracions que realitzava, també als llibres i quaderns que usava per aprendre a llegir i escriure. Se'n conserva un d'ells a la residència del senyor d'Assendelft, amb la còpia dels deu manaments. Descartades les opcions de dedicar-se a altres activitats, se'l va col·locar d'aprenent de cartògraf. El seu primer mapa està datat el 1589, i és la «província d'Holanda» del llibre denominat Guiccardijn (sobre l'obra de Lodovico Guicciardini Descripció dels Països Baixos, 1593). Un advocat anomenat Spoorwater tot Assendelft va convèncer el seu mestre de la conveniència de deixar que el jove desenvolupi el seu talent natural, i se'l va enviar a aprendre dibuix amb Hendrick Goltzius a Haarlem, on va arribar al grau de mestre amb 24 anys (1589).
Després de treballar algun temps amb Goltzius, van sorgir entre ells gelosia professional i rivalitat, fet que va determinar la seva partida per a Amsterdam, on va treballar dos anys. Va tornar el 1595 des d'Amsterdam a Assendelft, on va establir el seu propi taller i es va casar amb Anna Pauwelsdochter. Va morir de tifus, deixant a la seva vídua una considerable riquesa, com a resultat de les seves inversions en la Companyia Neerlandesa de les Índies Orientals. Va ser enterrat al cor de l'església de Sant Adolf d'Assendelft. A la seva làpida es pot llegir l'epitafi: Ioannis Saenredam Sculptoris celeberrimi (llatí per: [tomba] del famosíssim pintor Joan Saenredam).

## Obra

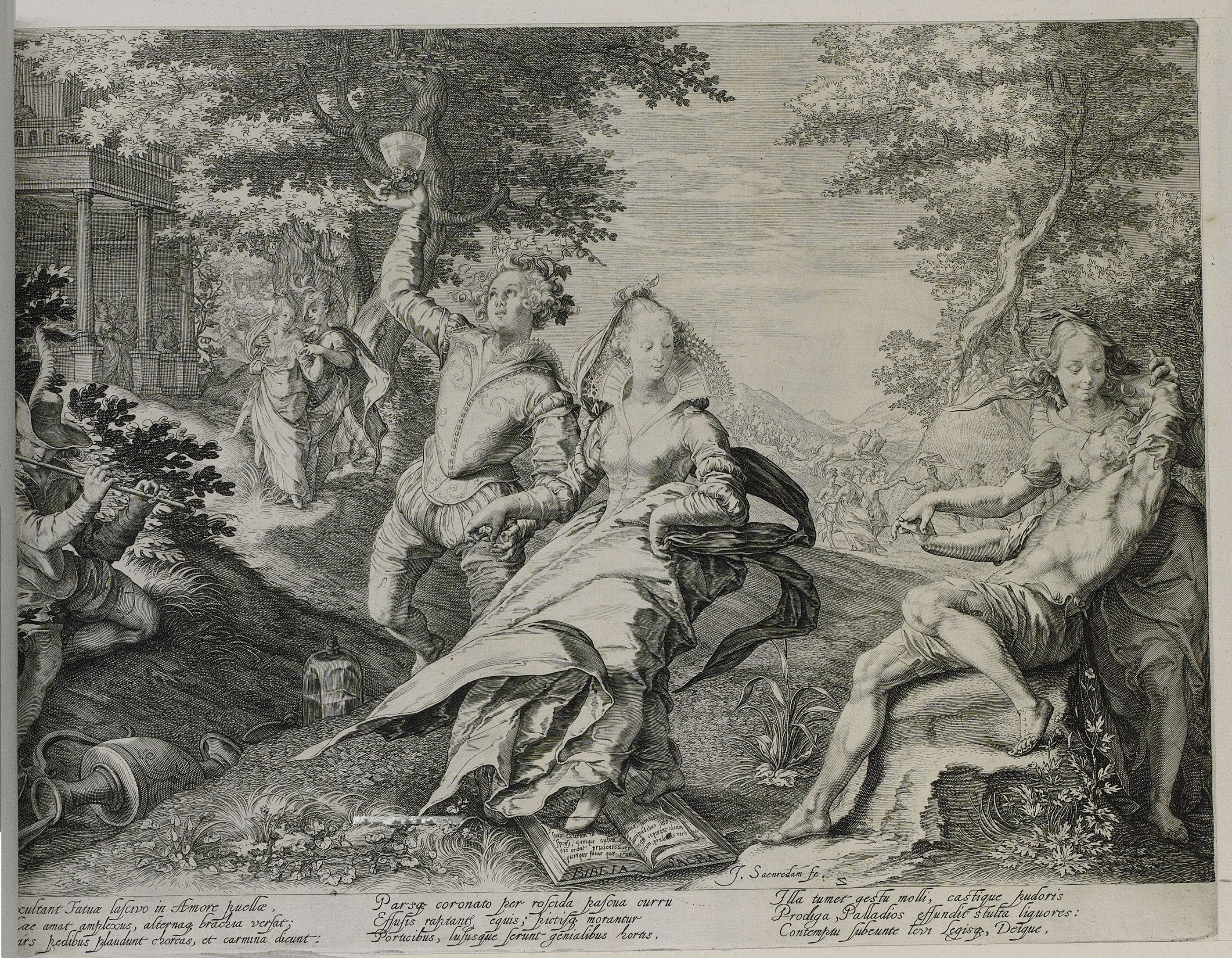
Les verges nècies

El seu primer gravat va ser sobre el tema dels dotze apòstols, inspirat d'un dibuix de Karel van Mander. En va realitzar d'altres a partir d'obres de Goltzius, Abraham Bloemaert, Cornelis van Haarlem, Polidoro da Caravaggio i de la seva pròpia invenció. Entre les prop de cent setanta planxes que va realitzar hi ha una història de Diana i Calixt de Paulus Moreelse, datada el 1606. Va deixar inacabades dues planxes sobre dibuixos de Bartholomeus Spranger i Willem Thibaut, que van ser acabades per Jacob Matham.